# Delphyne Peretto

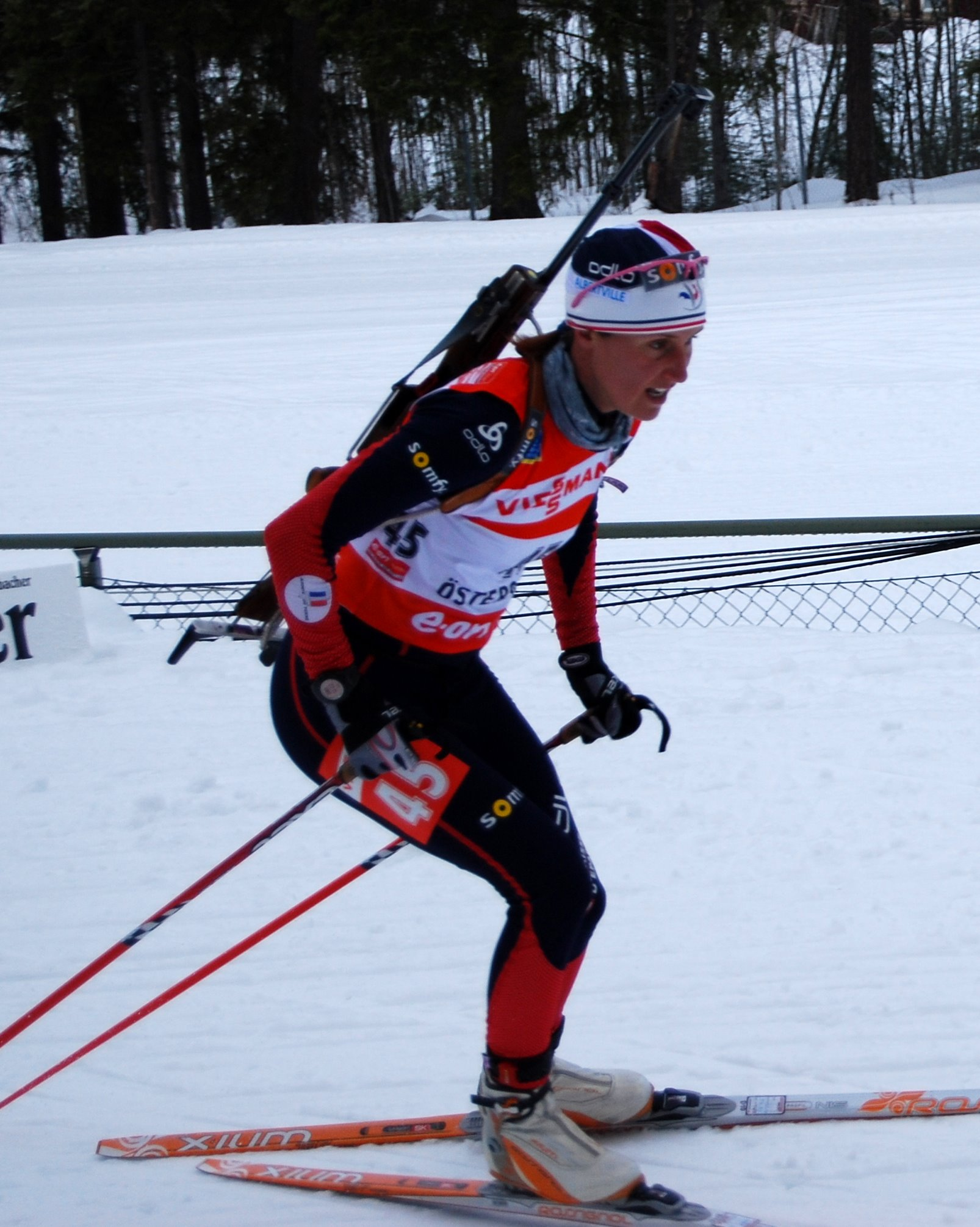
Peretto op het WK in 2008

Delphyne Peretto (9 februari 1982) is een Franse biatlete.
Delphyne Peretto is een van de betere Franse biatletes, maar wist tot maart 2006 nooit echt tot de wereldtop door te breken. Tot dan toe waren een tiende plaats in een wereldbekerwedstrijd en een 34e plaats in het algemeen klassement in 2005 haar beste prestaties.
Toch wist zij in de prijzen te vallen op Olympisch niveau toen zij tijdens de Olympische Winterspelen 2006 onderdeel uitmaakte van de Franse estafetteploeg. Samen met Florence Baverel-Robert, Sandrine Bailly en Sylvie Becaert eindigde ze op een derde plaats van de Olympische estafette. Dit leverde haar en haar teamgenoten een bronzen medaille op.